# Arctia bolga
Arctia bolga là một loài bướm đêm thuộc phân họ Arctiinae, họ Erebidae.